# Copa de Algarve
La Copa de Algarve es un torneo amistoso anual de selecciones de fútbol femenino fundado en 1994. Se juega en marzo en localidades de la región de Algarve (Portugal) como Faro, Albufeira, Lagos y Parchal. Es un clásico del calendario de la preparación para el Mundial y la Eurocopa, y campeones y subcampeones del mundo como España, Alemania, China, Estados Unidos, Noruega, Suecia y recientemente Japón son habituales de la cita. Es uno de los eventos internacionales de fútbol femenino más prestigiosos y de mayor duración y ha sido apodado la "Mini Copa Mundial Femenina".
Estados Unidos es el gran dominador del torneo con diez títulos, seguido por Noruega, Suecia y Alemania, con cuatro. China tiene dos títulos. Canadá, España y Holanda tiene un título cada uno. Dinamarca, Japón, Francia, Islandia y Brasil también han llegado a la final, sin éxito.

## Participantes
| - AFC - Australia - China - Corea del Norte - Japón | - CONCACAF - Canadá - Estados Unidos - México | - CONMEBOL - Brasil - Chile | - OFC - Nueva Zelanda | - UEFA - Alemania - Austria - Bélgica - Dinamarca - Escocia - España - Finlandia - Francia - Gales - Grecia - Holanda - Hungría - Inglaterra - Irlanda - Irlanda del Norte - Islandia - Islas Feroe - Italia - Noruega - Polonia - Portugal (anfitrión) - Rumania - Rusia - Suecia - Suiza |

## Resultados
| Año          | Campeón                               | Final Resultado                       | Subcampeón                            | Tercer lugar                          | Resultado                             | Cuarto lugar                          |                                       |
| ------------ | ------------------------------------- | ------------------------------------- | ------------------------------------- | ------------------------------------- | ------------------------------------- | ------------------------------------- | ------------------------------------- |
| 1994 Detalle | Noruega                               | 1:0                                   | Estados Unidos                        | Suecia                                | 1:0                                   | Dinamarca                             |                                       |
| 1995 Detalle | Suecia                                | 3:2                                   | Dinamarca                             | Noruega                               | 3:3 4:2 pen.                          | Estados Unidos                        |                                       |
| 1996 Detalle | Noruega                               | 4:0                                   | Suecia                                | China                                 | 2:1                                   | Dinamarca                             |                                       |
| 1997 Detalle | Noruega                               | 1:0                                   | China                                 | Suecia                                | 0:0 6:5 pen.                          | Dinamarca                             |                                       |
| 1998 Detalle | Noruega                               | 4:1                                   | Dinamarca                             | Estados Unidos                        | 3:1                                   | Suecia                                |                                       |
| 1999 Detalle | China                                 | 2:1                                   | Estados Unidos                        | Noruega                               | 2:2 4:1 pen.                          | Dinamarca                             |                                       |
| 2000 Detalle | Estados Unidos                        | 1:0                                   | Noruega                               | China                                 | 1:0                                   | Suecia                                |                                       |
| 2001 Detalle | Suecia                                | 3:0                                   | Dinamarca                             | China                                 | 5:1                                   | Canadá                                |                                       |
| 2002 Detalle | China                                 | 1:0                                   | Noruega                               | Suecia                                | 2:1                                   | Alemania                              |                                       |
| 2003 Detalle | Estados Unidos                        | 2:0                                   | China                                 | Noruega                               | 1:0                                   | Francia                               |                                       |
| 2004 Detalle | Estados Unidos                        | 4:1                                   | Noruega                               | Francia                               | 3:3 4:3 pen.                          | Italia                                |                                       |
| 2005 Detalle | Estados Unidos                        | 1:0                                   | Alemania                              | Francia                               | 3:2                                   | Suecia                                |                                       |
| 2006 Detalle | Alemania                              | 0:0 4:3 pen.                          | Estados Unidos                        | Suecia                                | 1:0                                   | Francia                               |                                       |
| 2007 Detalle | Estados Unidos                        | 2:0                                   | Dinamarca                             | Suecia                                | 3:1                                   | Francia                               |                                       |
| 2008 Detalle | Estados Unidos                        | 2:1                                   | Dinamarca                             | Noruega                               | 2:0                                   | Alemania                              |                                       |
| 2009 Detalle | Suecia                                | 1:1 4:3 pen.                          | Estados Unidos                        | Dinamarca                             | 1:0                                   | Alemania                              |                                       |
| 2010 Detalle | Estados Unidos                        | 3:2                                   | Alemania                              | Suecia                                | 2:0                                   | China                                 |                                       |
| 2011 Detalle | Estados Unidos                        | 4:2                                   | Islandia                              | Japón                                 | 2:1                                   | Suecia                                |                                       |
| 2012 Detalle | Alemania                              | 4:3                                   | Japón                                 | Estados Unidos                        | 4:0                                   | Suecia                                |                                       |
| 2013 Detalle | Estados Unidos                        | 2:0                                   | Alemania                              | Noruega                               | 2:2 3:2 pen.                          | Suecia                                |                                       |
| 2014 Detalle | Alemania                              | 3:0                                   | Japón                                 | Islandia                              | 2:1                                   | Suecia                                |                                       |
| 2015 Detalle | Estados Unidos                        | 2:0                                   | Francia                               | Alemania                              | 2:1                                   | Suecia                                |                                       |
| 2016 Detalle | Canadá                                | 2:1                                   | Brasil                                | Islandia                              | 1:1 6:5 pen.                          | Nueva Zelanda                         |                                       |
| 2017 Detalle | España                                | 1:0                                   | Canadá                                | Dinamarca                             | 1:1 4:1 pen.                          | Australia                             |                                       |
| 2018 Detalle | y Países Bajos y Suecia               | y Países Bajos y Suecia               | y Países Bajos y Suecia               | Portugal                              | 2:1                                   | Australia                             |                                       |
| 2019 Detalle | Noruega                               | 3:0                                   | Polonia                               | Canadá                                | 0:0 6:5 pen.                          | Suecia                                |                                       |
| 2020 Detalle | Alemania                              | -                                     | Italia                                | Noruega                               | 2:1                                   | Nueva Zelanda                         |                                       |
| 2021         | Cancelado por la pandemia de COVID-19 | Cancelado por la pandemia de COVID-19 | Cancelado por la pandemia de COVID-19 | Cancelado por la pandemia de COVID-19 | Cancelado por la pandemia de COVID-19 | Cancelado por la pandemia de COVID-19 | Cancelado por la pandemia de COVID-19 |
| 2022 Detalle | Suecia                                | 1:1 6:5 pen.                          | Italia                                | Noruega                               | 2:0                                   | Portugal                              |                                       |

1. ↑  La final fue cancelada debido a fuertes lluvias, y el título acabó siendo compartido.
2. ↑  Debido a la pandemia de COVID-19, Italia decidió volver a su país y no jugar la final, con lo cual Alemania se declaró campeón.

## Títulos por selección
| Equipo         | Campeón                                                         | Subcampeón                       |
| -------------- | --------------------------------------------------------------- | -------------------------------- |
| Estados Unidos | 10 (2000, 2003, 2004, 2005, 2007, 2008, 2010, 2011, 2013, 2015) | 4 (1994, 1999, 2006, 2009)       |
| Noruega        | 5 (1994, 1996, 1997, 1998, 2019)                                | 3 (2000, 2002, 2004)             |
| Suecia         | 5 (1995, 2001, 2009, 2018, 2022)                                | 1 (1996)                         |
| Alemania       | 4 (2006, 2012, 2014, 2020)                                      | 3 (2005, 2010, 2013)             |
| China          | 2 (1999, 2002)                                                  | 2 (1997, 2003)                   |
| Canadá         | 1 (2016)                                                        | 1 (2017)                         |
| España         | 1 (2017)                                                        | 0                                |
| Países Bajos   | 1 (2018)                                                        | 0                                |
| Dinamarca      | 0                                                               | 5 (1995, 1998, 2001, 2007, 2008) |
| Japón          | 0                                                               | 2 (2012, 2014)                   |
| Italia         | 0                                                               | 2 (2020, 2022)                   |
| Francia        | 0                                                               | 1 (2015)                         |
| Islandia       | 0                                                               | 1 (2011)                         |
| Brasil         | 0                                                               | 1 (2016)                         |
| Polonia        | 0                                                               | 1 (2019)                         |
| Portugal       | 0                                                               | 0                                |
| Australia      | 0                                                               | 0                                |
| Nueva Zelanda  | 0                                                               | 0                                |

## Goleadoras por torneo
| - 1994: Ann Kristin Aarones (5) - 1995: Helle Jensen (6) - 1996: - 1997: - 1998: - 1999: Tiffeny Milbrett (4) - 2000: Dagny Mellgren (4) - 2001: Hanna Ljungberg (6) - 2002: Shannon MacMillan (7) - 2003: Hanna Ljungberg (4) | - 2004: Abby Wambach (4) - 2005: Christie Welsh (5) - 2006: - 2007: Carli Lloyd (4) - 2008: Margrét Lára Viðarsdóttir (6) - 2009: Kerstin Garefrekes, Jayne Ludlow, Lotta Schelin (3) - 2010: Inka Grings (7) - 2011: Margrét Lára Viðarsdóttir (4) - 2012: Célia Okoyino da Mbabi (6) | - 2013: Kosovare Asllani, Alex Morgan (3) - 2014: Dzsenifer Marozsán (4) - 2015: Sofia Jakobsson (4) - 2016: Janice Cayman (4) - 2017: Pernille Harder, Kumi Yokoyama (4) - 2018: Christine Sinclair, Lieke Martens, Fridolina Rolfö (3) - 2019: Jennifer Hermoso, Mimmi Larsson (3) - 2020: Christiansen, Harder, Girelli, Jensen (2) - 2022: Valentina Giacinti, Celin Bizet Ildhusøy (2) |

## Mejores jugadoras por torneo
| - 1994: Ann Kristin Aarones - 1995: Helle Jensen - 1996: Hege Riise - 1997: Marianne Pettersen - 1998: Marianne Pettersen - 1999: Tiffeny Milbrett - 2000: Dagny Mellgren - 2001: Hanna Ljungberg - 2002: Bai Jie | - 2003: Liu Ying - 2004: Shannon Boxx - 2005: Birgit Prinz - 2006: Shannon Boxx - 2007: Carli Lloyd - 2008: Cathrine Paaske-Sørensen - 2009: Hope Solo - 2010: Inka Grings - 2011: Homare Sawa | - 2012: Aya Miyama - 2013: Megan Rapinoe - 2014: Dzsenifer Marozsán - 2015: Eugénie Le Sommer - 2016: Kadeisha Buchanan - 2017: Irene Paredes - 2018: Cláudia Neto - 2022: Barbara Bonansea |

## Clasificación general
- Actualizado a la edición 2019.[3]

| Pos. | Selección         | Part. | PJ  | PG | PE | PP | GF  | GC  | Dif. | Pts |
| ---- | ----------------- | ----- | --- | -- | -- | -- | --- | --- | ---- | --- |
| 1    | Estados Unidos    | 20    | 79  | 56 | 11 | 12 | 173 | 62  | +111 | 179 |
| 2    | Suecia            | 25    | 97  | 49 | 22 | 26 | 175 | 104 | +71  | 169 |
| 3    | Noruega           | 25    | 97  | 50 | 14 | 33 | 168 | 107 | +61  | 164 |
| 4    | Dinamarca         | 26    | 102 | 40 | 14 | 48 | 139 | 144 | −5   | 134 |
| 5    | China             | 23    | 91  | 35 | 14 | 42 | 106 | 109 | −3   | 119 |
| 6    | Portugal          | 26    | 100 | 25 | 16 | 58 | 98  | 197 | −99  | 94  |
| 7    | Alemania          | 11    | 44  | 29 | 2  | 13 | 94  | 35  | +59  | 89  |
| 8    | Islandia          | 15    | 59  | 21 | 11 | 27 | 75  | 93  | −18  | 74  |
| 9    | Canadá            | 8     | 31  | 17 | 5  | 9  | 51  | 35  | +16  | 56  |
| 10   | Japón             | 7     | 28  | 16 | 1  | 11 | 45  | 36  | +9   | 49  |
| 11   | Francia           | 6     | 24  | 13 | 2  | 9  | 34  | 35  | −1   | 41  |
| 12   | Finlandia         | 18    | 71  | 8  | 9  | 54 | 45  | 165 | −120 | 33  |
| 13   | Gales             | 7     | 28  | 9  | 5  | 14 | 31  | 47  | −16  | 32  |
| 14   | Países Bajos      | 6     | 22  | 9  | 3  | 10 | 26  | 34  | −8   | 30  |
| 15   | Italia            | 4     | 16  | 9  | 1  | 6  | 25  | 26  | −1   | 28  |
| 16   | Irlanda           | 5     | 19  | 4  | 8  | 7  | 18  | 28  | −10  | 20  |
| 17   | México            | 3     | 11  | 5  | 2  | 4  | 18  | 15  | +3   | 17  |
| 18   | Australia         | 3     | 12  | 4  | 5  | 3  | 15  | 14  | +1   | 17  |
| 19   | Rusia             | 5     | 20  | 5  | 2  | 13 | 16  | 41  | −25  | 17  |
| 20   | Brasil            | 2     | 8   | 5  | 1  | 2  | 15  | 7   | +8   | 16  |
| 21   | España            | 2     | 7   | 5  | 1  | 1  | 10  | 4   | +6   | 16  |
| 22   | Austria           | 3     | 12  | 5  | 1  | 6  | 20  | 17  | +3   | 16  |
| 23   | Grecia            | 2     | 8   | 4  | 2  | 2  | 9   | 11  | −2   | 14  |
| 24   | Inglaterra        | 2     | 8   | 4  | 1  | 3  | 21  | 12  | +9   | 13  |
| 25   | Rumania           | 2     | 8   | 4  | 3  | 1  | 13  | 5   | +8   | 13  |
| 26   | Escocia           | 2     | 7   | 4  | 0  | 3  | 9   | 10  | −1   | 12  |
| 27   | Polonia           | 3     | 11  | 3  | 2  | 6  | 12  | 20  | −8   | 11  |
| 28   | Corea del Norte   | 1     | 4   | 3  | 0  | 1  | 6   | 4   | +2   | 9   |
| 29   | Hungría           | 2     | 8   | 2  | 1  | 5  | 7   | 14  | −7   | 7   |
| 30   | Bélgica           | 1     | 4   | 2  | 0  | 2  | 8   | 4   | +4   | 6   |
| 31   | Nueva Zelanda     | 1     | 4   | 1  | 2  | 1  | 2   | 2   | 0    | 5   |
| 32   | Corea del Sur     | 1     | 3   | 1  | 1  | 1  | 4   | 5   | −1   | 4   |
| 33   | Suiza             | 1     | 4   | 1  | 1  | 2  | 5   | 9   | −4   | 4   |
| 34   | Irlanda del Norte | 2     | 8   | 1  | 0  | 7  | 4   | 19  | −15  | 3   |
| 35   | Chile             | 1     | 4   | 0  | 2  | 2  | 2   | 5   | −3   | 2   |
| 36   | Islas Feroe       | 1     | 4   | 0  | 0  | 4  | 1   | 19  | −18  | 0   |